# 東京動物専門学校
東京動物専門学校（とうきょうどうぶつせんもんがっこう）は千葉県八千代市大和田新田に所在する専修学校。設置者は川原鳥獣貿易株式会社系列の学校法人川原学園。千葉県八千代市の本校舎とは別に同県富里市に実習施設（富里キャンパス）を保有する。
動物園や水族館の飼育員等動物関連の職業従事者の育成を行う。

## 沿革
- 1987年 前身の東京動植物専門学院開校
- 1989年 八千代本校舎完成
- 1990年 富里実習施設完成
- 1990年 現在の東京動物専門学校開校
- 1992年 新校舎完成
- 1993年 コース制設置

## 設置課程
- 動物管理専門課程
- 動物管理科

## 校歌
同校校歌「空を越えて」は清田愛未の作詞作曲である。 